# Ісукар-де-Матаморос
Ісукар-де-Матаморос (ісп. Izúcar de Matamoros) — місто та муніципалітет у Мексиці, входить до штату Пуебла. Населення — 69 413 осіб.

## Історія
Місто засновано 1825 року.